# Cupid's Assistants
Cupid's Assistants è un cortometraggio muto del 1913 diretto da Al Christie che ha come interpreti Eddie Lyons, Louise Glaum e Russell Bassett.

## Produzione
Il film fu prodotto dalla Nestor Film Company.

## Distribuzione
Distribuito dall'Universal Film Manufacturing Company, il film - un cortometraggio di una bobina - uscì nelle sale cinematografiche statunitensi il 6 gennaio 1913.